# Latour (Familie)

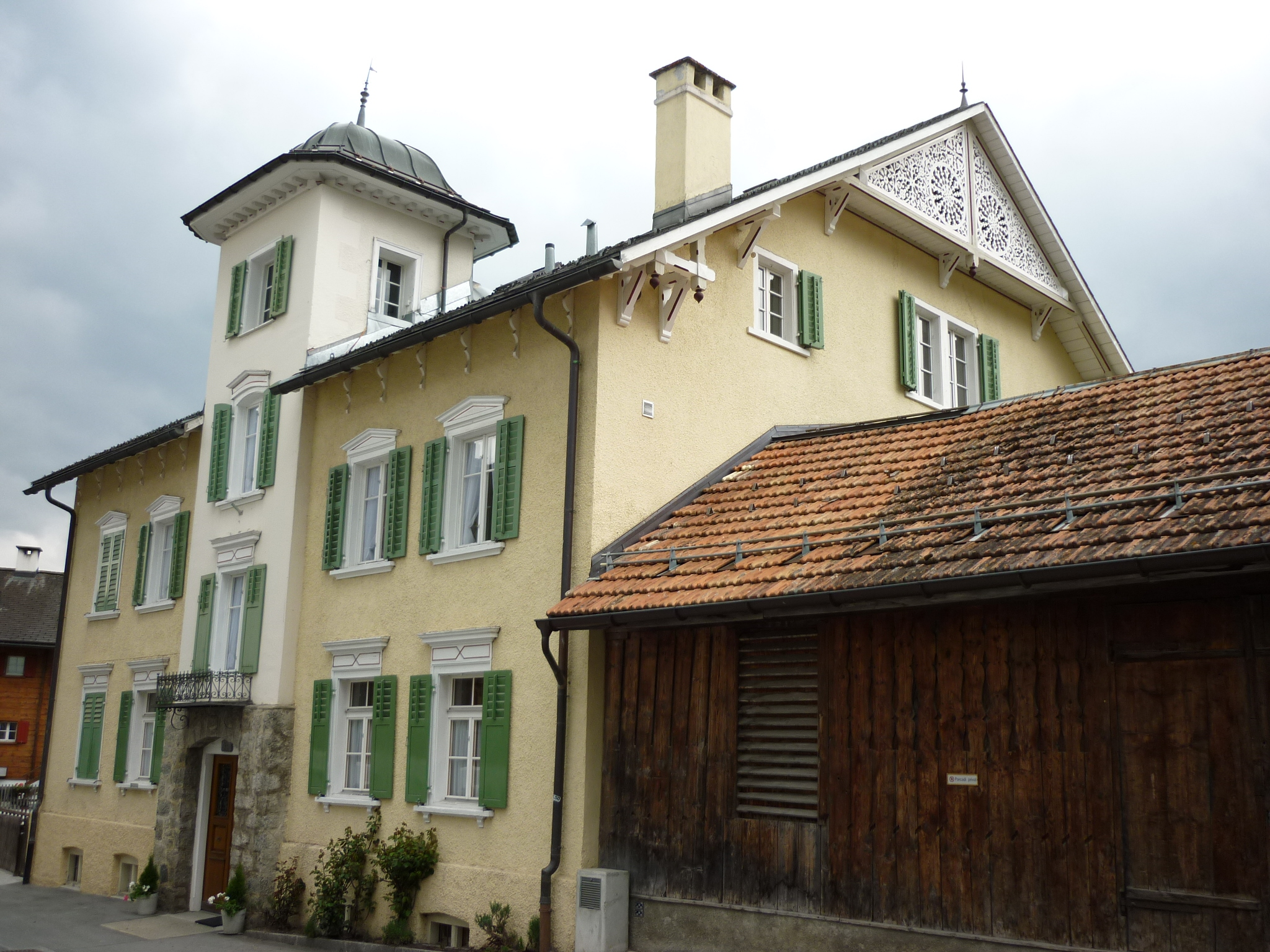
Haus Latour in Brigels

Die Bündner Adelsfamilie Latour stammt aus Breil/Brigels in der Cadi in der Surselva im schweizerischen Kanton Graubünden. Von 1500 bis 1900 gehörten die Latour neben den von Castelberg von Disentis und den de Mont von Vella zu den bedeutendsten Familien des Bündner Oberlandes und damit zu den rund 40 Familien der Bündner Oberschicht, die vom 16. bis 18. Jahrhundert im Freistaat der Drei Bünde dominierten.

## Namen
Der Name ist die französische Bezeichnung für der Turm (la tour) und leitet sich ab vom Wohnsitz der Familie in der zweiten Hälfte des 15. Jahrhunderts. Seit 1663 war sie berechtigt, ein „de“ vor ihren Namen zu setzen.

## Wappen
In Rot auf grünem Dreiberg gezinnter silberner Turm. Es findet sich auf sämtlichen Porträts von Angehörigen der Familie und mehrmals im Landrichtersaal, im Cuort zu Trun.

## Geschichte
Die Familie wird erstmals 1473 urkundlich mit dem Stammvater Ludwig als Bewohner des Meierturms Marmarola in Breil/Brigels erwähnt. Während die auswärtigen Linien der Familie (Surcasti) historisch unbedeutend blieben, entwickelten sich die Brigelser zu Politiker- und Offiziersdynastien und amteten als Richter. Ihre Einkünfte bezogen sie aus dem grossen Grundbesitz und aus Pensionen, politischen und militärischen Ämtern. 1596 wurde mit Ludwig erstmals ein Latour Landammann der Cadi, 1654 mit dessen Enkel Ludwig erstmals ein Familienangehöriger Landrichter des Oberen (Grauen) Bundes. Damit hatten sie einen Stand erreicht, der es ihnen erlaubte, sich mit andern herrschenden Familien, den Castelberg, Montalt und Mont zu verschwägern. 1714, zur Zeit von Caspar Deodat, wurde die Franzosenpartei um die Latour und Capol durch die "Österreicher" (Castelberg) verdrängt. Nach diesem politischen Machtverlust wichen sie auf die militärische Karriere aus.
Ludwig Adalbert, der Neffe von Adalbert Ludwig, erwarb 1734 eine halbe Kompanie im Bündner Regiment Travers in französischen Diensten. In diesem Regiment dienten bis 1792 zahlreiche Latour als Offiziere bis zum Grad eines Obersten. Die militärische Tradition erreichte mit dem päpstlichen General Caspar Theodosius, dem Enkel von Ludwig Adalbert, ihren Höhepunkt, mit dessen Söhnen Caspar und Heinrich Adalbert († 1878), einem Major, ihren Abschluss. Um 1800 kehrten die Latour mit Peter Anton, Bruder des Generals, wieder auf die politische Bühne zurück. Im 19. Jahrhundert bildete er mit seinen Neffen Alois und dem erwähnten Caspar eine der einflussreichsten politischen Dynastien im Kanton Graubünden, die sowohl mit der liberal-katholischen (Steinhauser usw.) als auch mit der katholisch-konservativen politischen Elite (Peterelli, Decurtins usw.) verwandt und verschwägert war. Nach dem Tod von Alois ging die politische Bedeutung der Latour verloren. Im Hochgericht der Cadi stellten sie mit 34 Nominationen die meisten Landammänner, den letzten 1915. Heute leben die männlichen Vertreter des Geschlechts ausserhalb Graubündens, in den Kantonen Aargau, Bern und Luzern.

## Familienarchiv und Museum
Caspar de Latour (1862–1949) hatte testamentarisch festgelegt, dass die aus vier Jahrhunderten stammenden Kulturgüter, insbesondere das Familienarchiv, als unverteiltes Erbe von den jeweiligen Eigentümern des Hauses Latour in Breil/Brigels als kulturhistorische Wahrzeichen zu pflegen und zu erhalten seien. Das Leben der Latour als Offiziere in fremden Diensten, Inhaber von wichtigen politischen Aemtern während vier Jahrhunderten und ihrer selbstbewussten Frauen wird dort im privaten, aber der Öffentlichkeit zugänglichen, Kleinmuseum und Latour-Archiv dokumentiert.

## Vertreter
- Ludwig Latour, 1473 als Bewohner des Meierturms Marmarola in Breil/Brigels erwähnt
- Ludwig Latour, 1596 erster Landammann der Familie
- Ludwig de Latour (* 1616, † 22. März 1684), Landammann der Cadi, 1654 erster Latour als Landrichter des Oberen Bundes.
- Adalbert Ludwig de Latour (* 27. Dezember 1657, † 9. November 1742), Landammann der Cadi, Landrichter des Oberen Bundes, Landvogt der Herrschaft Maienfeld
- Caspar Deodat de Latour (* 22. November 1677, † 15. Januar 1750), Landammann der Cadi, Vertreter am Bundstag und am Kongress der Drei Bünde, Geschäftsträger des französischen Gesandten in Bünden.
- Caspar Theodosius de Latour (* 11. November 1782, † 13. Dezember 1855), Offizier im Dienste Spaniens, der eidgenössischen Armee und in der Garde Ludwigs XVIII. und Karls X., General des Papstes, Träger des Piusordens
- Peter Anton de Latour (* 23. November 1778, † 31. März 1864), Landammann der Cadi, Landrichter, Tagsatzungsgesandter, Verwalter des Bistums Chur, Präsident des Appellationsgerichts des Oberen Bundes. Pionier der rätoromanischen Presse (Il Grischun Romontsch) und rätoromanischer Theaterautor.
- Alois de Latour (* 5. August 1805, † 11. August 1875), Landammann der Cadi, Landrichter, Regierungsrat, Ständerat, Verwaltungsrat der Vereinigten Schweizerbahnen.
- Caspar de Latour (* 12. Februar 1827, † 21. Februar 1861), Landammann des Kreises Disentis, Bündner Regierungsrat, Ständerat, Nationalrat, Oberstleutnant, Inspektor für Appenzell, St. Gallen, Glarus.